# Kvarnholmsförbindelsen
Kvarnholmsförbindelsen är en vägförbindelse mellan halvön Kvarnholmen och Järlahöjden i centrala Nacka. Kvarnholmsförbindelsen är en del av Kvarnholmsvägen, som sträcker sig mellan Värmdövägens Henriksdals trafikplats och Värmdöleden vid den nyanlagda Trafikplats Kvarnholmen.

## Beskrivning
En detaljplan för Kvarnholmsvägens anslutning med bro och tunnel till Värmdöleden upprättades 2009 och vann laga kraft i april 2013. Förbindelsen byggdes för att möjliggöra ny bostadsbebyggelse på Kvarnholmen och att binda samman olika delar av Nacka. I projektet ingick en ny högbro med 140 meters spännvidd, Svindersviksbron, över Svindersvikens östra del, den drygt 300 meter långa Ryssbergstunneln genom skogsområdet Ryssbergen söder om Vikdalen samt en anslutning till befintligt vägnät söder om Värmdöleden.
Förbindelsen är tillgänglig för bil- och busstrafik, cyklister och gående. Det finns en separat gång- och cykelväg från bron till Vikdalsvägen samt en gångstig över Ryssbergen. Tunneln får inte användas av gående och cyklister. Förbindelsen möjliggör även för Storstockholms Lokaltrafik (SL) att förbinda Kvarnholmen med buss mot Nacka centrum. Detaljplanen överklagades men godkändes i sista instans 10 april 2013.
Andbudssumman för det vinnande förslaget var drygt 250 miljoner kronor. Hela projektet beräknades kosta 350 miljoner kronor som betalades gemensamt av Nacka kommun och Kvarnholmen utveckling AB. Byggstart skedde sommaren 2013. Förbindelsen invigdes efter en del förseningar den 11 juni 2016 och öppnades för trafik den 21 juni 2016. Trafikplatsen Kvarnholmen öppnade 1 juli 2019.

## Bilder

Ryssbergstunneln
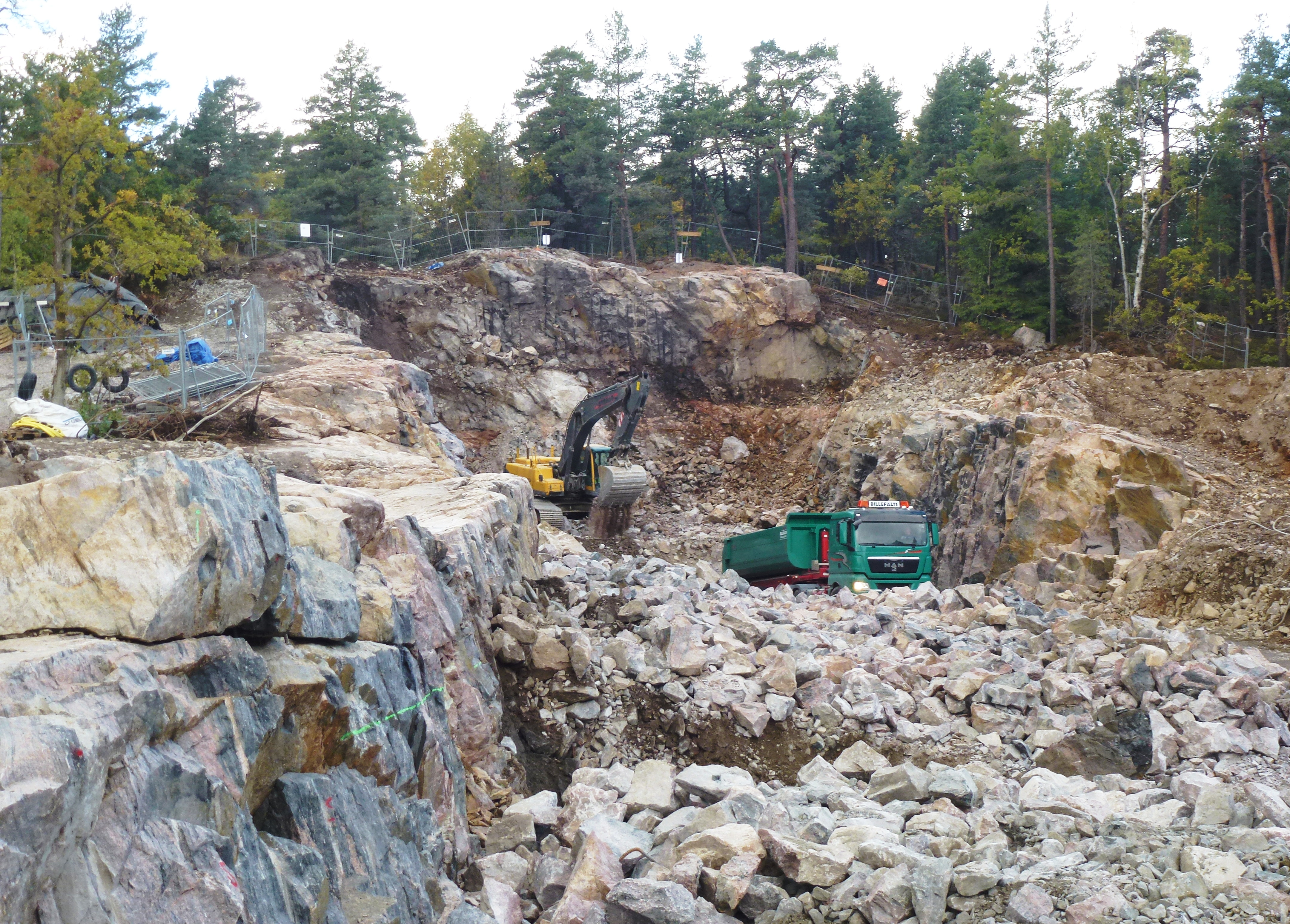
Tunnelarbeten, södra sidan, september 2013.
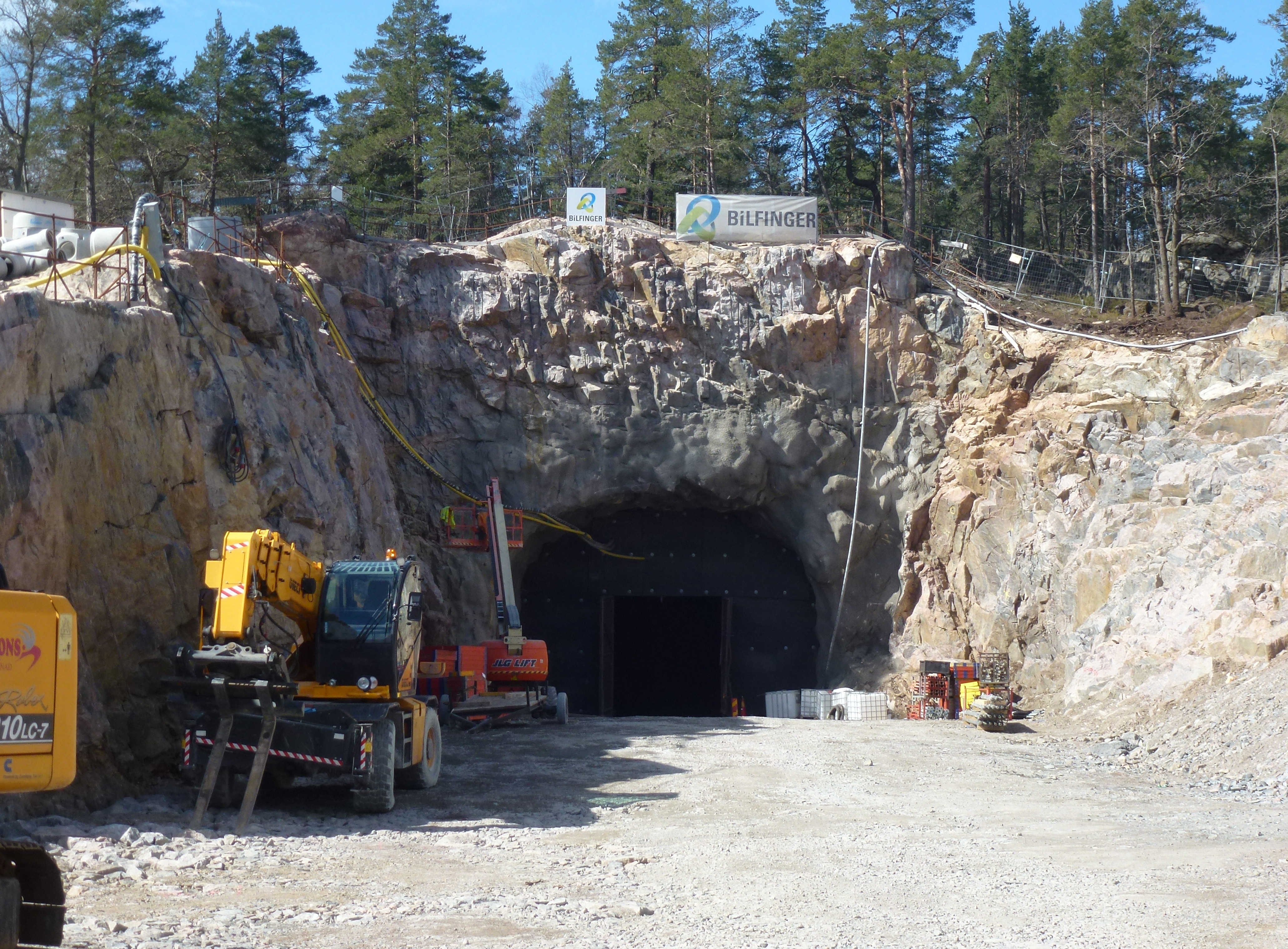
Tunnelarbeten, södra sidan, april 2015.
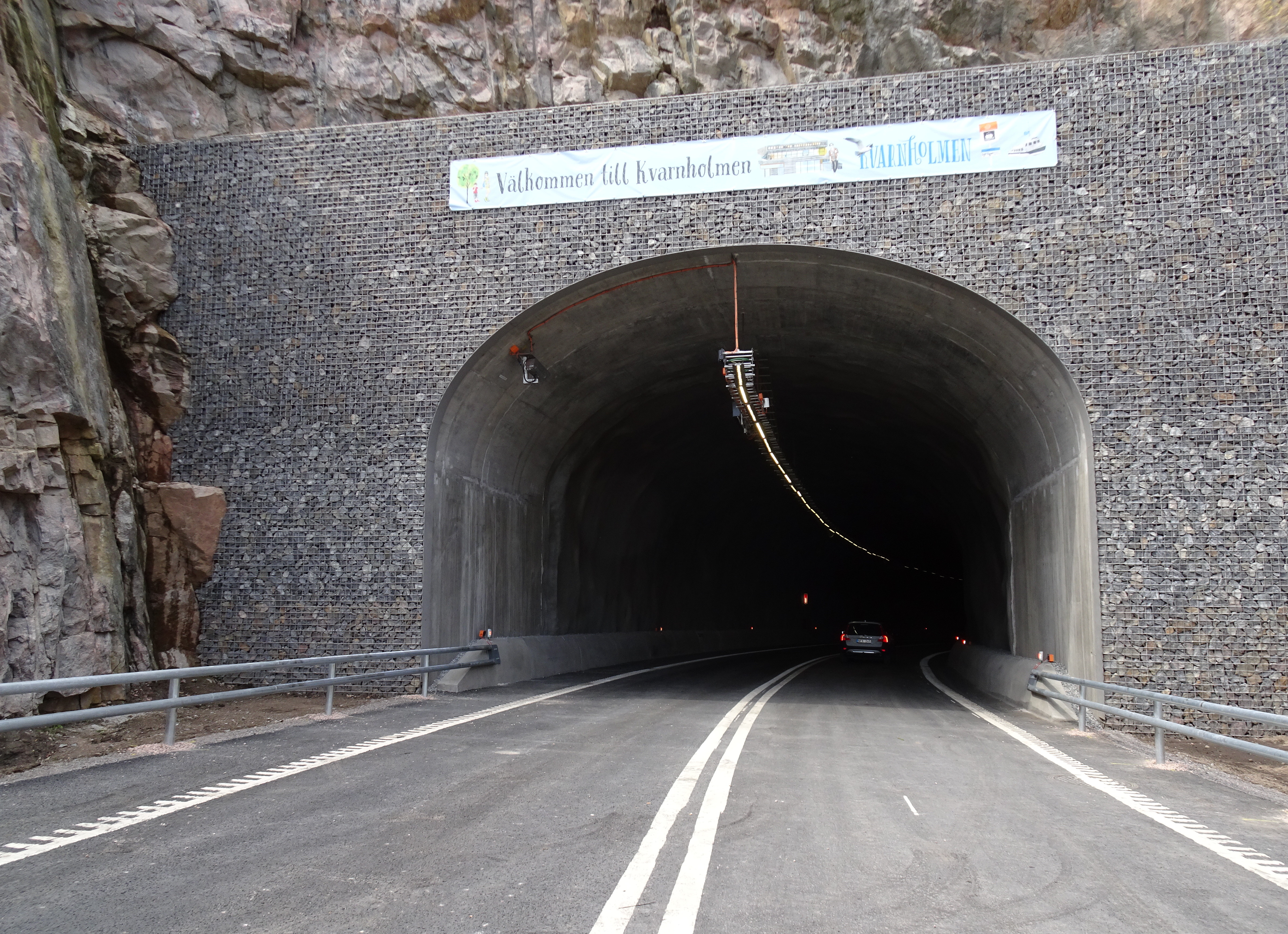
Södra tunnelmynningen, juni 2016.
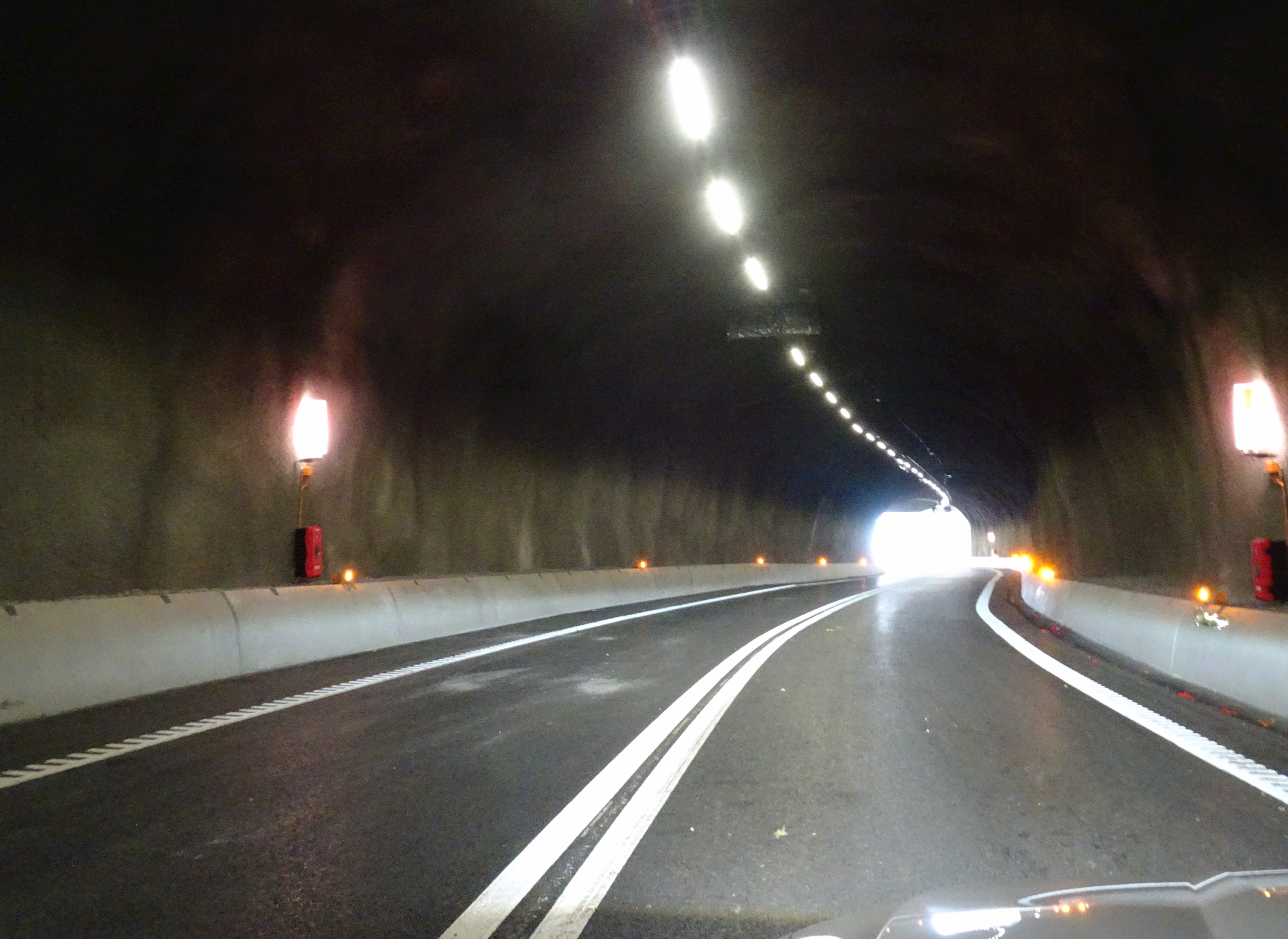
I tunneln norrut, juni 2016.

Svindersviksbron
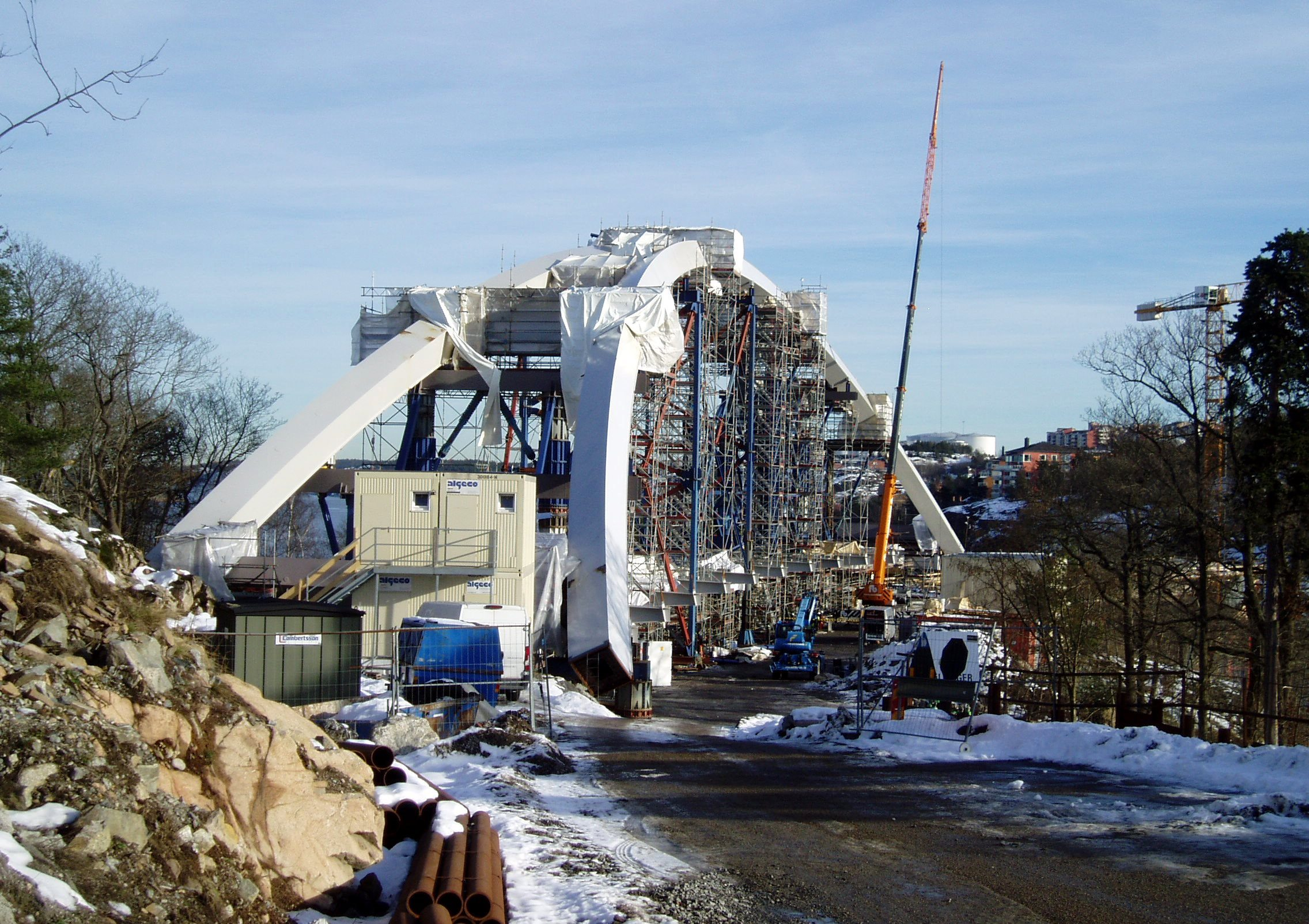
Brobågen på Kvarnholmen, februari 2015.
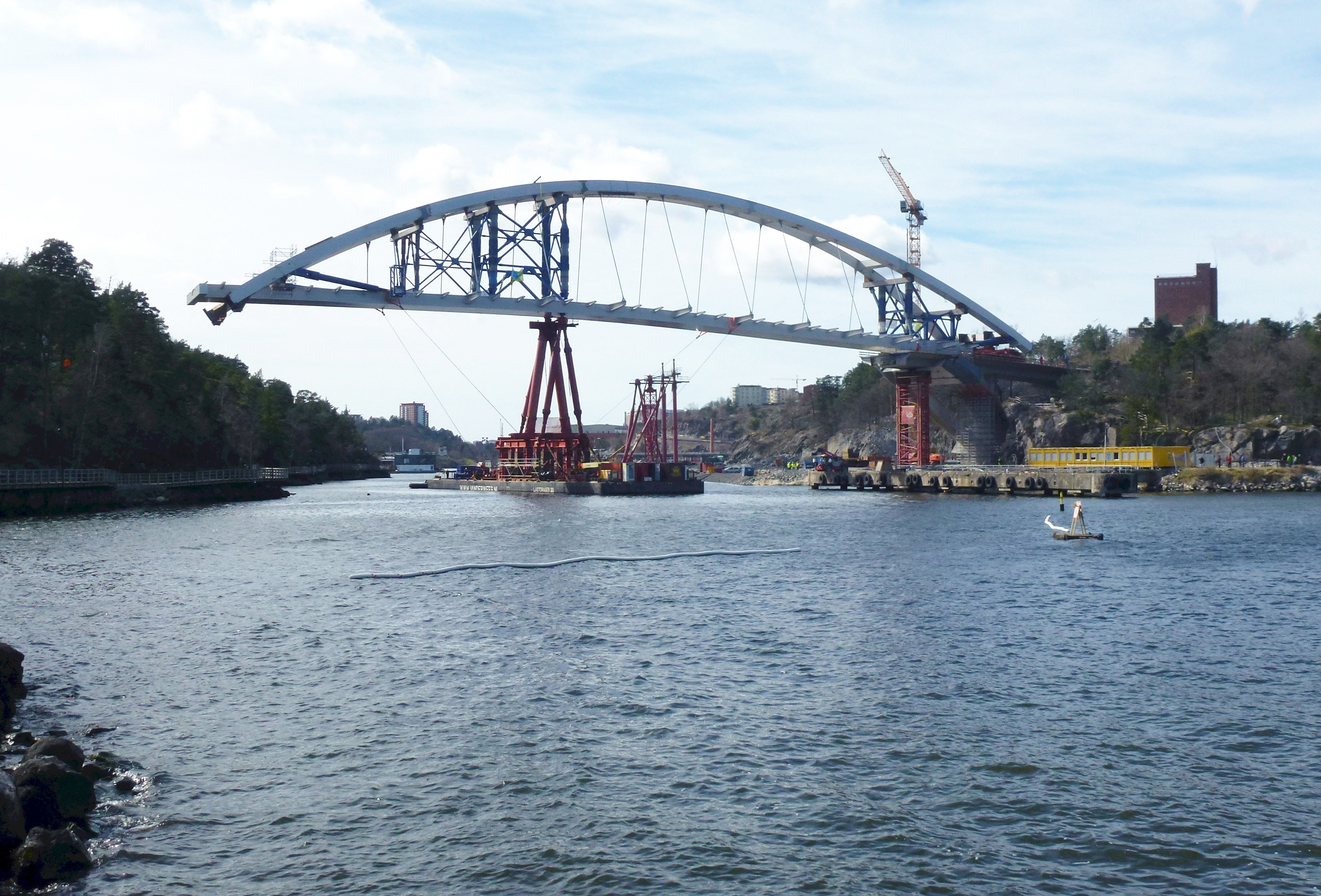
Bron skjuts över viken, april 2015.
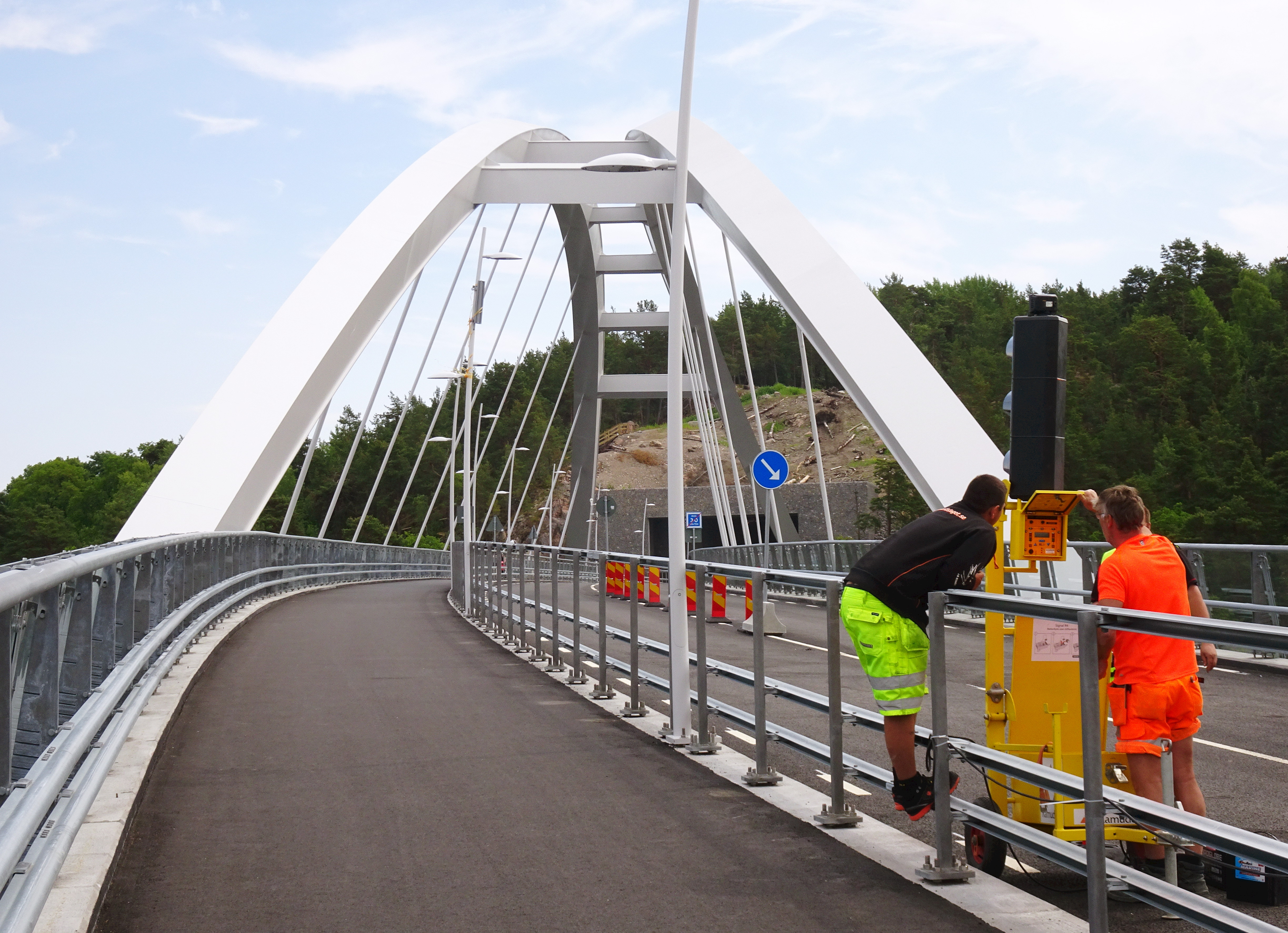
På bron den 21 juni 2016.
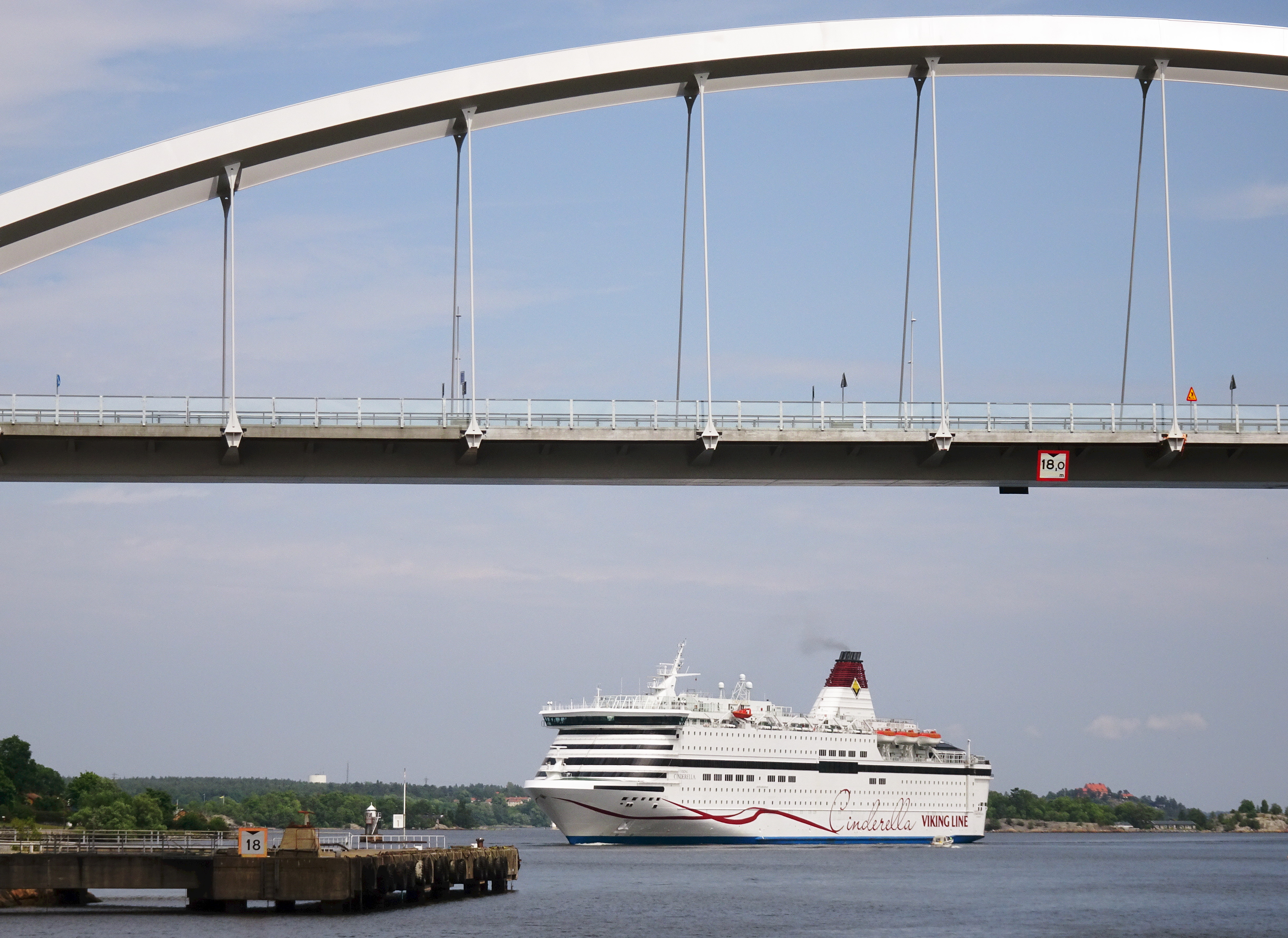
Bron den 21 juni 2016.